# Fort de São Francisco de Chaves
Le fort de São Francisco de Chaves, aussi appelé forte de Nossa Senhora do Rosário est une ancienne fortification militaire située dans la freguesia de Santa Maria Maior (pt), sur le territoire de la municipalité de Chaves (district de Vila Real, Portugal). 
Avec le fort de São Neutel, ce fort, en position dominante sur la colline de Pedisqueira, à côté de la rivière Tâmega et de l'ancien pont romain de Chaves, était destiné à défendre la ville, à la frontière de la Galice, à l'époque de la guerre de Restauration.
Il est classé Monument national depuis 1938.

## Historique
Le fort remonte à la construction d'un couvent franciscain (Convento de Nossa Senhora do Rosário) construit au début du XVIe siècle, d'où son nom.
Dans le contexte de la guerre de restauration de l'indépendance, compte tenu de l'importance de la position stratégique de la ville, à proximité de la frontière, la modernisation de ses défenses médiévales s'imposait. Afin d'empêcher l'occupation des collines voisines par les batteries d'artillerie ennemies, ces positions furent garnies.
Sur la colline de Pedisqueira, où se dressait l'ancien couvent franciscain, il fut décidé de l'entourer d'une fortification bastionnée, le transformant ainsi en fort. Les travaux furent menés sous les ordres du gouverneur d'armes de la province de Trás-os-Montes, D. Rodrigo de Castro, comte de Mesquitela , entre 1658 et 1662. Les travaux de défense de Chaves furent complétés par la construction de nouveaux pans de muraille reliant le fort aux anciennes murailles médiévales, renforcées ou reconstruites à l'époque, entourant les quartiers qui s'étaient étendus hors de ces remparts. La défense fut étendue jusqu'à l'ancien pont romain sur la Tâmega, dont l'accès, sur la rive opposée, fut également fortifié par la construction du Ravelim da Madalena.
Au début du XIXe siècle, pendant la guerre d'indépendance espagnole, Chaves et ses défenses n'étaient pas en état de défense. Après plusieurs affrontements avec les troupes napoléoniennes commandées par le général Soult, les troupes portugaises, commandées par le général Francisco da Silveira Pinto da Fonseca Teixeira, se retirèrent vers des points stratégiques, laissant la ville avec une petite garnison sous le commandement du lieutenant-colonel Pizarro. Ces forces, ainsi que les miliciens qui affrontaient l'ennemi, furent capturées puis libérées. Le fort de São Francisco servait alors de quartier général français et, à ce titre, fut la cible de la contre-offensive du général Silveira en mars 1809. Après six jours de combats acharnés, la garnison française capitula et Chaves fut libérée.
Plus tard, elle fut le théâtre de combats pendant la guerre civile portugaise et, encore plus tard, en 1910, lors de la Proclamation de la République portugaise.
Ayant perdu sa fonction défensive, après avoir abrité le 10e bataillon de chasseurs pendant près de soixante-dix ans, les installations du fort furent abandonnées et tombèrent en ruine.

### DuXXesiècleà nos jours

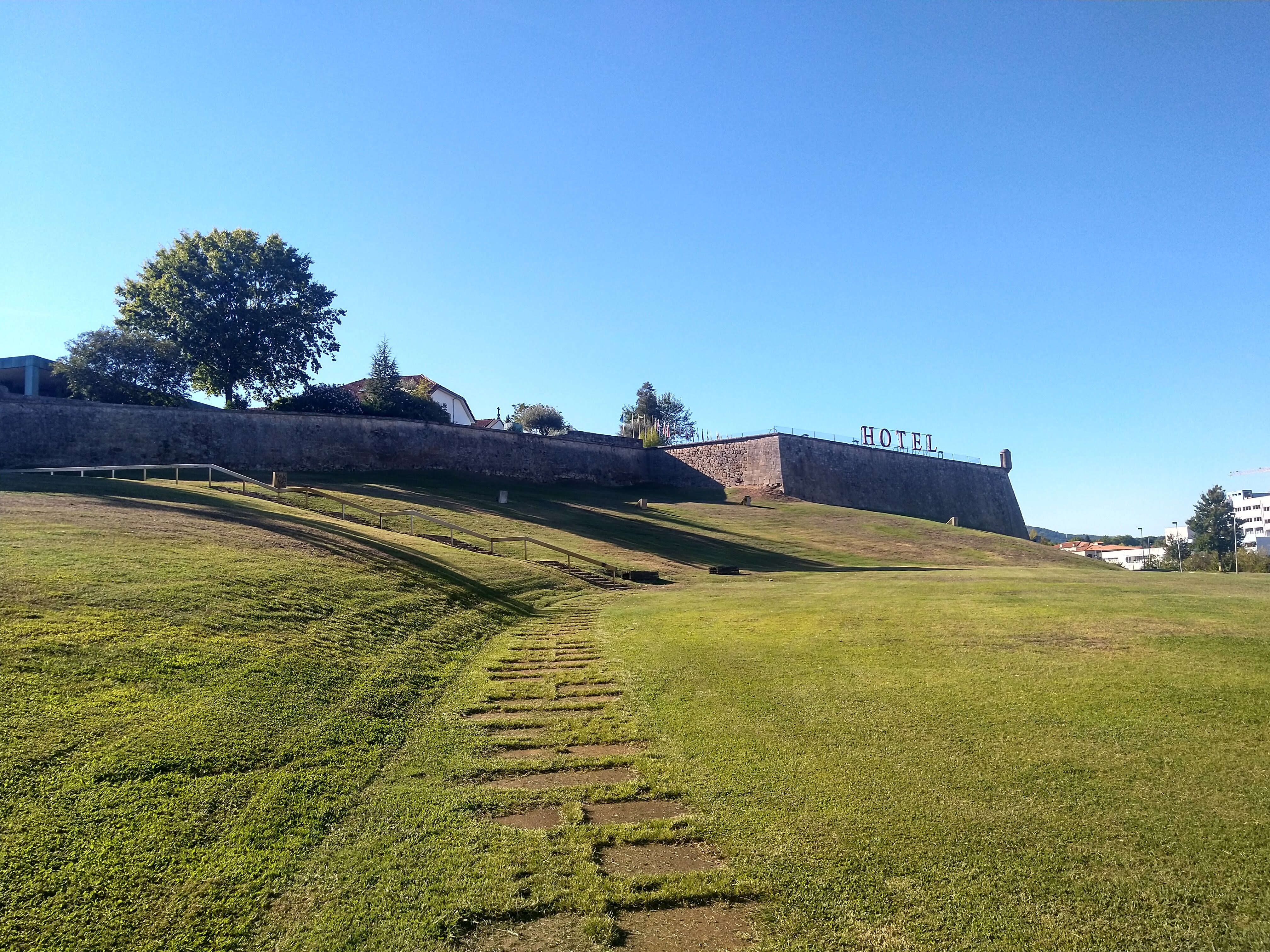
Vue éloignée.

L'intervention des pouvoirs publics, par l'intermédiaire de la Direction générale des bâtiments et monuments nationaux (DGEMN), débuta en 1957, avec la réalisation de travaux de conservation. Plusieurs phases de consolidation, de nettoyage, de déblaiement, de réparation et de reconstruction eurent lieu au cours des décennies suivantes, jusqu'à ce que, le 16 janvier 1989, le fort de São Francisco soit temporairement transféré à la mairie de Chaves. Dans la seconde moitié des années 1970, les installations du fort servirent d'hébergement temporaire aux familles revenant des anciennes colonies portugaises d'Afrique.
En 1994, les installations du fort ont été transformées en hôtel, un projet promu par la Sociedade Forte de S. Francisco, Hoteis, Ldª, sur un projet de l'architecte Pedro Jalles. L'hôtel Forte de São Francisco, inauguré en mai 1997, est classé quatre étoiles. Il propose cinquante-trois chambres, un bar-restaurant, un court de tennis, une piscine et un sauna.

## Caractéristiques
Le fort présente un plan simple en étoile, avec quatre bastions aux sommets, selon le système Vauban. Les murailles, d'un mètre d'épaisseur, varient entre 4 et 20 m de hauteur et sont recouverts de granit.
L'accès principal se fait par une porte sur le côté sud, à travers un pont-levis sur les douves, aujourd'hui comblées. Il existe des accès secondaires sur les côtés est et ouest, tous menant, par des tunnels, à la Place d'armes.
Parmi les bâtiments à l'intérieur du fort, se distingue l'ancienne chapelle de São Francisco, qui abrita le tombeau de Alphonse Ier de Bragance, premier duc de Bragance, pendant trois siècles, jusqu'en 1942, restauré et bien conservé.

## Galerie

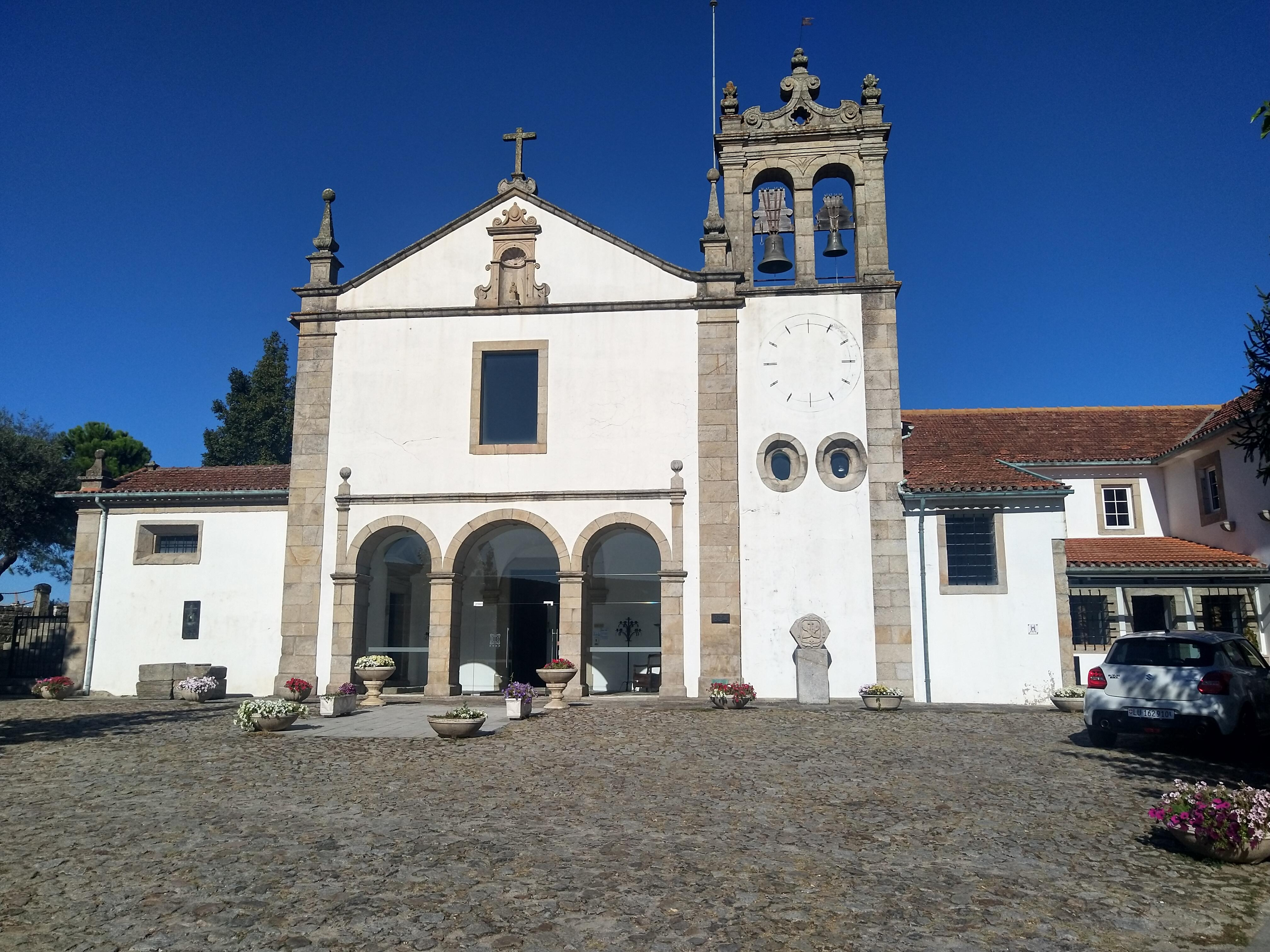
Le couvent de Nossa Senhora do Rosário.
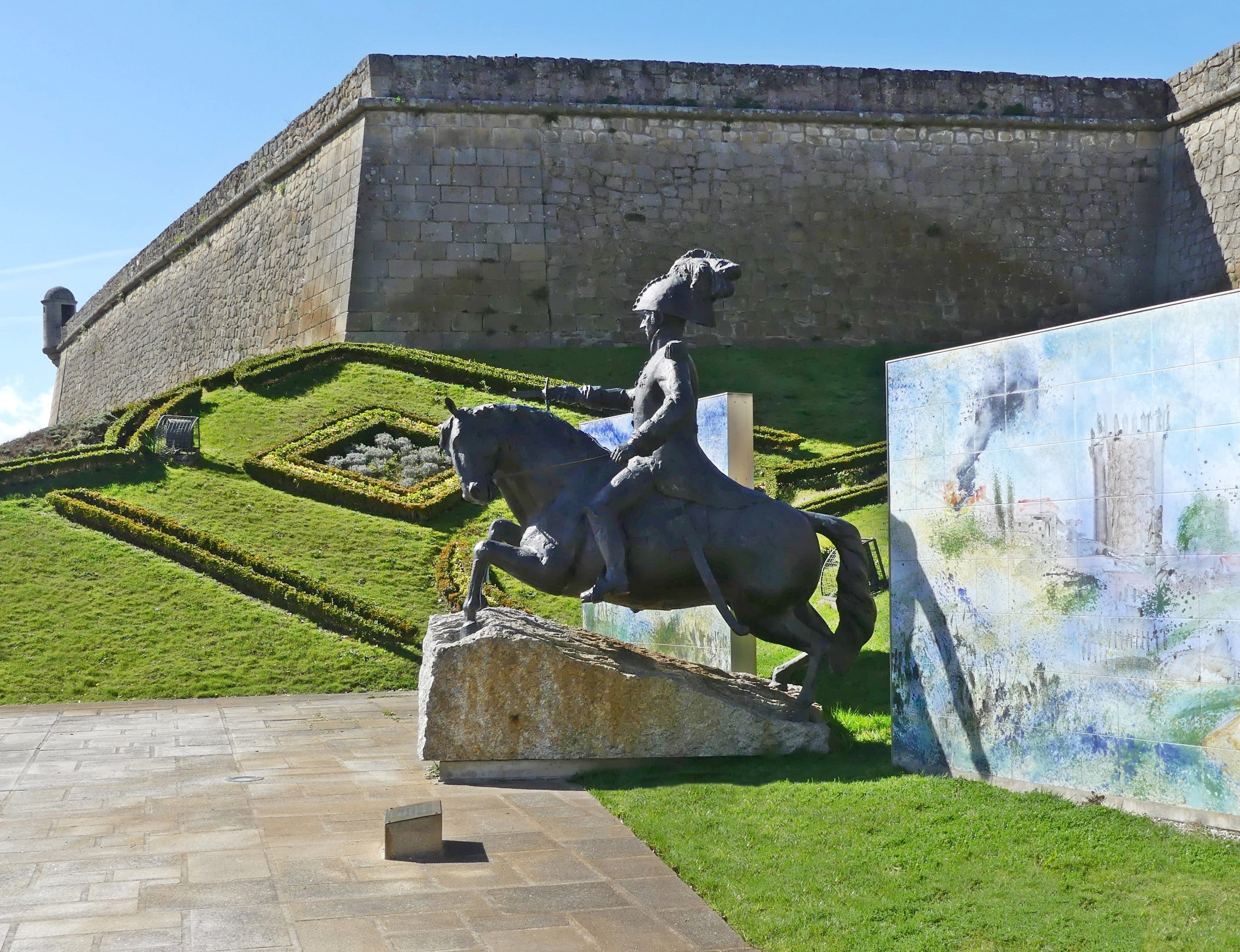
Les remparts.